# WNYL
WNYL est une station de radio américaine diffusant ses programmes en FM (92.3 MHz) à New York. Elle a eu l'indicatif WXRK jusqu'en 2012, et diffusait jusqu'à cette date principalement du rock. 

## Histoire

Logo de la station avant son changement de format en 2012.

Cette station a émis pour la première fois le 25 décembre 1948 sous le nom de WMCA-FM puis devient WHOM-FM le 26 février 1951. La station assez généraliste jusque-là adopte un format Adult Contemporain le 5 juin 1975 en changeant de nom (WKTU). La station cible ensuite les jeunes en pleine vague Disco et prend le surnom de Disco 92 à partir du 29 juillet 1978.
La station est vendue au groupe Infinity en 1981 qui transforme le format en un mix improbable : 50 % dance / 50 % New Wave. L'image de « radio disco » colle négativement à la station qui décide d'adopter un format 100 % rock (album) à partir du 13 juillet 1985. La station change alors de nom (WXRK) et de surnom : K-Rock,,,,,.
Le 5 janvier 1996, la station abandonne son format désormais « Classic Rock » pour une couleur « Alternative ». Le format est un peu adapté au fil du temps, introduisant notamment des titres metal, puis la station abandonne le format « Alternative » pour un format « Mainstream Rock » le 4 avril 2005. La programmation joue ainsi sur trois tableaux : Classic Rock, hard rock et « new » Alternative.